# 제주 천지연 난대림
제주 천지연 난대림은 대한민국의 천연기념물이다.

## 제주도의 난대림 지대
- 제주 천지연 난대림
- 제주 천제연 난대림
- 제주 납읍리 난대림